# 火焰之纹章 暗黑龙与光之剑
《火焰之纹章 暗黑龙与光之剑》是一款由Intelligent Systems及任天堂开发第一部共同開發、任天堂發行的戰略角色扮演遊戲，適用於红白机平台。這款遊戲是火焰之纹章系列的第一款作品。遊戲故事敘述邪惡祭司卡涅夫與暗黑龍梅迪烏斯聯手重建多魯亞帝國，並向周邊國家展開侵略行動。主角馬爾斯在祖國被帝國滅亡後成功逃離，為了復興祖國，他必須聯合其他志同道合的戰友，以抵抗邪惡的多魯亞帝國大軍以及卡涅夫與梅迪烏斯兩人。遊戲內的每場戰鬥都在網格狀地圖上進行，而被敵方擊敗的角色則會永久死亡。
遊戲的初始概念由電子遊戲製作人加賀昭三構思設計，當時的他希望把《任天堂戰爭》的戰略元素與角色扮演遊戲的⻆色及故事互相結合。遊戲開發工作於1987年開始，寺崎启佑、横井军平及加賀昭三分別擔任遊戲總監、製作人及設計師，而音樂則交由辻横由佳創作。在過程中，因遊戲容量過大導致儲存空間不足，這逼使開發團隊需在遊戲畫面及故事情節上作出妥協。遊戲在1990年4月20日發行，儘管初期的銷售和評價不佳，但後來卻流行起來，並促成了火焰之纹章系列後續作品的誕生。後來，遊戲因推廣普及了戰略角色扮演遊戲而受到讚譽，甚至被稱為該遊戲類型的先驅者。

## 玩法

遊戲畫面，顯示了敵我雙方單位以及戰場地形等資料

《火焰之紋章 暗黑龍與光之劍》是一款戰略角色扮演遊戲，玩家需要控制主角馬爾斯及其軍隊在整個阿卡內亞大陸上執行各種任務。遊戲故事以線性方式進行，而隨著劇情推進遊戲地圖亦會逐漸解鎖。每個可玩角色都有其所屬的兵種，而該兵種則決定了角色的攻擊範圍、移動距離甚至是能否使用魔法等。遊戲角色的每項行動都會產生經驗值，而當他們的經驗值每累積至100時便會自動升級，他們的生命值將會提高，而其他能力數據亦會隨機提升。另外，角色的等級高低亦會影響其移動距離及戰力，例如高等級的騎乘或飛行角色其機動性會提高，重甲角色的防禦力會更高，而弓箭手的攻擊距離會更遠等。除了主角馬爾斯，玩家可在遊玩過程中招募或說服合共25名角色，而其中包含著21個不同兵種。
遊戲內的每場戰鬥都在網格狀地圖上進行，而每張地圖都有着獨特的地形。遊戲的戰鬥系統採用回合制，以玩家單位及敵方單位的排序輪流進行，而玩家只要擊敗敵方的主要單位（如指揮官或其他頭目）便能取得勝利。另外，角色單位之間發生戰鬥時會被轉移至專用的戰鬥區域，並在該處進行實時戰鬥。而在進行任務期間，玩家可在地圖內訪問不同的城鎮甚至是秘密商店，以購買武器、盔甲及其他補給品。不同角色有著各自的武器及盔甲等裝備，而這些裝備皆有耐久度。遊戲貨幣僅限於在某些劇情或玩家驅動的事件內使用，甚或在競技場戰鬥內下注。所有角色的死亡都是永久的，一旦他們在章節內陣亡，玩家便不能在餘下章節內使用相關角色。而當主角馬爾斯在任務章節內陣亡，遊戲便會結束。

## 劇情
在遠古時期，阿卡奈亞大陸正受到暗黑龍梅迪烏斯的恐怖統治，後來一位名叫安里的年輕人用神劍法爾西昂和神秘的封印之盾「火焰紋章」擊敗了梅迪烏斯，令大陸恢復和平。一百年後，梅迪烏斯被邪惡祭司卡涅夫復活，兩人聯手重建多魯亞帝國，並向其他國家展開侵略行動。阿利提亞王國，既是英雄安里的故鄉，同時亦是遊戲主角馬爾斯的出生地。在祖國被多魯亞帝國滅亡時，繼承了安里血統的阿利提亞王國王子馬爾斯藉由姊姊艾莉絲的幫助，而順利逃脫並流亡到邊境之國塔利斯，可惜艾莉絲卻落入卡涅夫之手。
數年後，馬爾斯在塔利斯公主希達的請求下，擊退了入侵該國的海盜。後來，塔利斯的國王決定與多魯亞帝國開戰，並把馬爾斯及希達等人送走。為了結盟及擴充實力，馬爾斯打算到訪大陸上的不同國家尋求幫助。馬爾斯首先幫助了被馬其頓王國入侵的奧利安王國，並得到了王弟哈丁公爵及其僕人的支持。其後，馬爾斯等人跟隨哈丁公爵收復了陷落的奧利安王城，與妮娜公主匯合。身為阿卡奈亞王室的最後一位倖存者、也是抵抗軍領導者的妮娜公主，在馬爾斯臨行前把傳說中的「火焰紋章」托付予他，希望他能拯救大陸。馬爾斯及哈丁等人進軍並解放了阿卡奈亞王國的首都，但後來遭到格魯尼亞軍的襲擊，不得不登上由龍人族控制的島國尋求庇護。離開島國後，馬爾斯接到馬其頓白騎士團使者的密信，得知馬其頓王國的米奈娃公主計劃謀反多魯亞帝國。在成功救出米奈娃的妹妹瑪莉亞後，前者便隨即與馬爾斯結盟。
為找尋聖劍法爾西昂的下落，馬爾斯等人前往至魔道之都卡達因，卻從俘虜口中得知聖劍被卡涅夫帶走。此時，白之賢者加托以魔法傳音予馬爾斯，告訴其卡涅夫持有禁斷的魔法書，所有攻擊都不能傷他分毫，唯有星光魔法才能破開他的暗之加護並擊敗他。後來，馬爾斯率軍前往祖國阿利提亞，驅逐了所有敵人並成功收復國家，但卻得知母親死於敵手、姊姊被卡涅夫帶走的消息。離開阿利提亞後，馬爾斯等人前往找尋製作星光魔法所需的星之珠及光之珠，並在途中拯救了被卡涅夫洗腦的龍公主琪姬。馬爾斯繼續率領同盟軍征戰，後來更在攻擊格魯尼亞王國時與黑騎士卡繆交戰。卡繆曾經在佔領阿卡尼亞時捨命放走妮娜公主，而妮娜為了報恩，希望能說服他放棄无谓的鬥爭。但最終，卡繆選擇維護作為騎士的榮譽，而馬爾斯則在沒有任何辦法之下擊敗了他。離開格魯尼亞後，馬爾斯等人前往馬其頓王國境內的一條村莊與加托匯合，並成功製作星光魔法。之後，馬爾斯率領同盟軍攻打馬其頓王國，並在米奈娃的幫助下擊敗了她哥哥、同時身為國王的米謝爾。
馬爾斯等人再次前往卡達因，在那裡擊敗了卡涅夫並解救了姊姊艾莉絲，但聖劍法爾西昂依舊下落不明。隨後，馬爾斯出兵多魯亞帝國，鎮壓了多魯亞城周邊鎮守的龍人，並在異界之塔內發現了沉睡的龍女，以及聖劍法爾西昂。此時，同盟軍已成功將多魯亞軍殘黨逼退到多魯亞城內。在馬爾斯的指揮下，同盟軍兵分四路攻入城中掃蕩殘黨，而馬爾斯則手執法爾西昂消滅了梅迪烏斯，讓大陸重歸和平。而在此時若希達仍然存活，馬爾斯便會攔住準備返回塔利斯的希達，向她告白並邀請她與自己一同回到阿利提亞。

## 开发
Intelligent Systems本來著重於開發紅白機的硬件設備，但後來公司將注意力轉移至開發他們口中的「模擬遊戲」，而本作則是該公司與任天堂开发第一部共同開發的首款戰略角色扮演遊戲。遊戲的初始概念由加賀昭三構思設計，而他後來亦擔任遊戲的設計師及編劇。另外，寺崎啟佑及橫井軍平分別擔任遊戲總監及製作人。遊戲的美術設計由大澤徹、大西直孝、町田敏及村松敏孝負責，而音樂方面則交由辻橫由佳創作，並由田中宏和提供技術指導。當時的Intelligent Systems只僱用了辻橫由佳這位作曲家，因此她必須參與其中，而她後來更定期參與火焰之紋章系列後續作品的音樂創作。初期的開發團隊規模不大，許多成員都需要承擔多項工作。
遊戲的初始概念源於1987年，即其發行前三年。包含成廣通在內的開發人員在《任天堂戰爭》完成後便決定了該概念，主要因為他們希望擺脫以戰爭為主的遊戲環境，並創造角色扮演遊戲體驗。而在當時的環境，戰略遊戲有著難以上手、不起眼、死板等印象，相反角色扮演遊戲則讓人覺得可以盡情投入故事，展開華麗的冒險，因此開發團隊想要在FC的硬件極限之內，製作一款融入了角色扮演元素的戰略遊戲。加賀昭三最初向任天堂提出這項目時，附帶了一份包含了遊戲故事、主角及遊戲機制等所有基本元素的企劃書。遊戲機制之一的「角色單位」引申自當時的戰略遊戲內已有的類似將棋的元素，在此基礎上加賀又為每個角色單位賦予了不同的名字、性格甚至是经历。而在這一階段，項目名為「戰鬥幻想：火焰之紋章」。加賀表示當初甚至沒有深入考慮過將遊戲作為商品販賣之類的事，而是與三個在公司做兼職的學生一同以同人遊戲項目的形式來進行製作。
加賀在訪談中表示，基於遊戲系統以戰略遊戲為主，他希望能讓玩家在“對各種角色投入感情”這一點更接近角色扮演遊戲。因此，開發團隊儘可能地減少以生硬的數字，更多地以「受到攻擊也幾乎不會受傷」、「行動快速」等讓人更有親近感及富有RPG元素的形式來展現角色單位的特質，同時這亦能讓一般人更容易理解和上手。另外，加賀認為角色扮演遊戲內的故事內容雖然豐富但角色有限，而戰略遊戲則相反。為解決問題，加賀將兩者結合在一起，以創建有著相關角色的有趣遊戲體驗，而《火焰之紋章》即為他的解決方案。與一般角色扮演遊戲不同，在戰略角色扮演遊戲內每個玩家都有著自己的獨特玩法，角色的使用方法亦有一定差別。因此，遊戲設計了不少雖在初期較弱，但經過培養後會變得非常強大的角色。加賀亦表示遊戲沒有著重於單一角色是有意為之，他亦不認為馬爾斯是遊戲的主要角色。
遊戲的場景及角色皆取材於古希臘羅馬神話。在早期的故事草稿中，原本預定將會有兩條龍作為頭目登場，分別是地龍蓋亞及水龍尼普頓，但後來尼普頓因硬件限製而被廢除，而蓋亞的角色則變成暗黑龍梅迪烏斯。遊戲系列名稱「火焰之紋章」在本作內以一面具有神秘力量的盾牌登場，其背後含義代表了它與龍之力的聯繫，而這亦是構成未來作品的關鍵部分。當時的紅白機遊戲仍然受到儲存空間問題的困擾，故在当时的游戏中，使用如此大規模的故事是非常罕見的。即使加賀計劃了多種方案來減輕戰役的線性感覺，問題仍然無法解決。因此，Intelligent Systems在红白机内存的基础上，挪用了部分專門用於保存遊戲内容的記憶體，以解決儲存空間的限制。另一方面，開發團隊最初的計劃是為一些關鍵時刻創建場景圖形，其中包括馬爾斯跪在血泊中看著身受重傷的傑剛以及兩名角色伏擊中逃脫的一幕。為了嘗試容納高級圖形，開發團隊選擇使用MMC3存儲晶片。但是，《任天堂戰爭》的開發團隊在其開發過程中發現晶片的儲存空間限制，這亦影響了本作開發團隊對這款晶片的採用。當開發團隊發現晶片只有1MB的儲存空間時，他們被迫精簡圖形和視覺效果。減少了對遊戲圖形的重視，意味著遊戲在視覺上未能加深玩家的印象，後來加賀和其他團隊成員對此感到遺憾。此外，開發團隊在任天堂的幫助下為遊戲卡匣創造了一款新晶片，用於處理及顯示日語文本。

## 發行
在早期廣告中，遊戲被稱為「炎之紋章」（炎の紋章），並使用了在最終產品內沒有登場的角色及敘事概念。遊戲圖形亦有作出更改，尤其是馬爾斯的髮色及髮型。後來，任天堂向電視台購買時段播放真人電視廣告，並採用「火焰之紋章」主題版本。可是，演員因穿著沉重的服裝而造成體溫過高，而拍攝時的燈光及聲音效果亦使出演的馬匹受驚，因此該廣告重拍了約20次。遊戲於1990年4月20日發行。後來，任天堂分別在2009年10月20日、2012年8月1日及2014年6月4日透過Virtual Console釋出了對應Wii、任天堂3DS及Wii U的遊戲版本。2019年3月13日，任天堂透過任天堂Switch線上服務釋出了對應任天堂Switch的遊戲版本，但只能在账号所属地区为日本的状况下运行。。2020年12月4日，任天堂则将该作首次英文化后在任天堂Switch上限时于北美、欧洲和澳大利亚发行。

## 迴響
按照加賀昭三的說法，遊戲在發行後便遭到日本不同遊戲雜誌的廣泛批評。主要原因是當時沒有太多遊戲把角色扮演及策略模擬這兩種元素結合，加上遊戲難以理解及圖形效果相當差，因此許多評論家指它感覺像一款昔日的老舊遊戲，並給予很低的分數。相比之下，玩家的評論卻更為正面。在遊戲雜誌《Family Computer Magazine》進行的一項民意調查中，遊戲在滿分30分內獲得了23.48分。遊戲在發行後的首兩個月的銷量平平，但後來經過一些已玩過本作的玩家的口耳相傳，銷量才略有提升。後來，一位著名的新聞撰稿人在《Fami通》的專欄介紹這款遊戲，促使遊戲的銷量在其發行半年後回升。截至2002年，遊戲銷量約為33萬份（不包括後來發行的VC版本）。

### 影響
儘管遊戲起步緩慢，但其在商業上取得足夠的成功，因此任天堂委託了Intelligent Systems開發遊戲續集，而續作《火焰之紋章外傳》亦在1992年3月14日發行。而1994年1月21日發行的《火焰之紋章 紋章之謎》則是基於本作的劇情進行增補，並延續了主角馬爾斯的故事。後來Intelligent Systems重製遊戲，並推出適用於任天堂DS平台的遊戲版本。重製版本以《火焰之紋章 新·暗黑龍與光之劍》為標題在國際上發行，這亦標誌著火焰之紋章系列首作在日本以外地區發行。另外，遊戲內關於阿卡內亞大陸的設定則於2012年4月19日發行的《火焰之紋章 覺醒》內再次被使用。
遊戲的成功不僅促成了火焰之紋章系列及其後續遊戲的誕生，還被視為戰略角色扮演遊戲在日本流行的原因，更有媒體認為遊戲是該遊戲類型的先驅者。評論家認為遊戲間接影響了其他同類型著名遊戲的創作，例如《皇家騎士團2：命運之輪》、《最終幻想戰略版》以及魔界戰記系列等。另外，遊戲的基本機制（例如角色說服、地形效果及武器耐久度等）構成了往後幾乎所有火焰之紋章系列遊戲的基礎。除了推廣普及戰略角色扮演遊戲外，遊戲還因使用了真人電視廣告及雜誌廣告的宣傳形式而開創了多媒體廣告的先河，而後這種宣傳形式更被薩爾達傳說系列等遊戲使用。另外，戰鬥和故事片段的結合亦為櫻花大戰系列的遊戲玩法提供了靈感。